# Iriona
Iriona est une municipalité du Honduras, située dans le département de Colón.
Elle est fondée en 1892. La municipalité d'Iriona comprend 10 villages et 57 hameaux.

## Crédit d'auteurs
- (en)/(es) Cet article est partiellement ou en totalité issu des articles intitulés en anglais « Iriona » (voir la liste des auteurs) et en espagnol « Iriona » (voir la liste des auteurs).